# بطولة بارايبانو 2015
بطولة بارايبانو 2015 هو موسم من بطولة بارايبانو ‏. كان عدد الأندية المشاركة فيه 10، وفاز فيه Campinense Clube ‏.